# San Giovanni in Fiore
San Giovanni in Fiore – miejscowość i gmina we Włoszech, w regionie Kalabria, w prowincji Cosenza.
Według danych na rok 2004 gminę zamieszkiwało 17 989 osób, 64,5 os./km².
Urodził się tutaj Mario Oliverio, włoski polityk, prezydent regionu Kalabria.